# أبو حمزة الشاري
المختار بن عوف بن عبد الله بن يحيى بن مازن السليمي الأزدي العماني الشاري، من نسل سليمة بن مالك بن فهم الدوسي [مصدر](ت: جمادى الأولى 130هـ / 748م) من أعلام تابعي التابعين عند الإباضية؛ واسمه الشائع هو «أبو حمزة الشاري». كان زعيمًا من الخوارج الإباضيين سيطر على مكة والمدينة أثناء الثورة الإباضية.

## سيرته الشخصية
ينحدر المختار من البصرة، وبحسب تاريخ الطبري كان معارضًا للخلافة الأموية حيث يقول "كان يذهب كل عام إلى مكة يدعو الناس إلى معارضة الخليفة مروان الثاني والمروانيين". كان عضواً بارزاً في حركة الخوارج الإباضيين بالبصرة، وعلى رأسها أبو عبيدة مسلم بن أبي كريمة، الذي أرسله إلى حضرموت، حيث كان القاضي عبد الله بن يحيى الكندي يكتسب شهرة. تم إرسال المختار وعملاء آخرين إلى عبد الله لتشجيعه على الثورة ضد الأمويين.
ثار عبد الله عام 746، واستولى بسرعة على حضرموت واليمن. وفي منتصف عام 747، في وقت الحج، عهد عبد الله إلى المختار بنحو 900-1000 جندي، وأرسله لاحتلال المدينتين الإسلاميتين المقدستين مكة والمدينة. استولى المختار على مكة في أغسطس 747 دون قتال، واستطاع هزيمة قوة محلية متطوعة خرجت للدفاع عن المدينة المنورة، مما تسبب بخسائر فادحة في الأرواح في أكتوبر 747.
أدى توسع الانتفاضة الإباضية إلى قلق الخليفة الأموي مروان الثاني، الذي أرسل مروان في يناير 748 قائده عبد الملك بن عطية لقمعها بـ 4 آلاف جندي. هزم القائد الأموي أبو حمزة وقتله قبل المدينة واستعاد السيطرة على الحجاز.
لأبي حمزة خطب معروفة عندما كان يخطب بأهل مكة والمدينة.